# Lijst van spelers van NAC Breda (vrouwen)
Dit is een lijst van voetballers die minimaal één officiële wedstrijd hebben gespeeld in het eerste elftal van de Nederlandse vrouwenvoetbalclub NAC Breda.

## B
- Suus de Blij
- Nikki van den Burg

## C
- Stephanie Coelho Aurélio

## F
- Elaine Fertoute
- Brigitte Franken

## G
- Minke Goutier

## H
- Nikki de Haan
- Sarina Heijblom
- Kim Hendriks
- Kiki Heshof

## L
- Kamar Laamouz

## M
- Indy Meerding
- Fleur Mol
- Lieve Mol

## N
- Eva Nguyen

## O
- Floor Oussoren

## P
- Cacharel Promes

## S
- July Schneijderberg

## V
- Lynn Verhoef
- Anouk Versluijs

## W
- Isa Warps

## Y
- Ela Yetim